# Holly Holm
Holly Holm (ur. 17 października 1981 w Albuquerque) – amerykańska bokserka, kick-bokserka oraz zawodniczka mieszanych sztuk walki (MMA). Wielokrotna mistrzyni w boksie zawodowym m.in. federacji IBA, WBA oraz WBC. Od listopada 2015 do 5 marca 2016 mistrzyni UFC w kategorii koguciej.

## Kariera bokserska
Od 2002 rozpoczęła profesjonalną karierę bokserską. 10 grudnia 2004 pokonała Terri Blair zdobywając swój pierwszy zawodowy tytuł mistrzowski w wadze lekkopółśredniej (IBA). 10 czerwca 2006 została mistrzynią WBA w wadze półśredniej. 22 lutego 2007 po pokonaniu Ann Saccurato została mistrzynią m.in. WBC w wadze półśredniej kobiet.
W latach 2011–2012 dwukrotnie walczyła z gwiazdą boksu kobiecego, wielokrotną mistrzynią, Francuzką Anne Sophie Mathis, z którą w pierwszym pojedynku przegrała przez nokaut (2 lutego 2011), zaś w rewanżu (15 czerwca 2012) pokonała ją na punkty i odebrała jej tytuły WBF Female, IBA Female oraz WBAN. Oba pojedynki zostały uznane jako „walki roku” odpowiednio 2011 oraz 2012.
Po zwycięstwie nad Mary McGee 11 maja 2013 i obronie mistrzowskich tytułów IBA i WBF zakończyła karierę bokserską i skupiła się na mieszanych sztuk walki. W sumie zdobyła aż 15 mistrzowskich tytułów w trzech kategoriach wagowych.

## Kariera MMA
W MMA zadebiutowała w 2011. 28 lutego 2013 pokonała Katie Merrill na gali Bellator 91. W latach 2013–2014 walczyła dla organizacji Legacy FC gdzie zdobyła tytuł mistrzyni wagi koguciej nokautując Juliane Werner.
28 lutego 2015 zadebiutowała w UFC pokonując Raquel Pennington na punkty. 
14 listopada 2015 na UFC 193 nieoczekiwanie pokonała faworyzowaną mistrzynię Ronde Rousey. Holm znokautowała obrończynię tytułu na oczach prawie 70 tys. widowni zgromadzonej na Stadion Docklands wysokim kopnięciem w głowę odbierając jej pas mistrzowski wagi koguciej który dzierżyła od lutego 2013 czyli od momentu utworzenia dywizji koguciej kobiet w UFC. 
Tytuł straciła już w pierwszej obronie 5 marca 2016 na rzecz byłej dwukrotnej rywalki Rousey, Mieshy Tate, która poddała ją w 5. rundzie duszeniem zza pleców.
23 lipca 2016 uległa jednogłośnie na punkty Kirgizce Walentinie Szewczenko. Po tej porażce zmieniła kategorię wagową na wyższą, tocząc 11 lutego 2017 walkę o inauguracyjne mistrzostwo UFC wagi piórkowej kobiet z Holenderką Germaine de Randamie. Walkę tę przegrała jednogłośną decyzją sędziów na punkty, notując trzecią porażkę z rzędu. 17 czerwca 2017 podczas UFC Fight Night w Singapurze przełamała zwycięską niemoc nokautując wysokim kopnięciem Brazylijkę Bethe Correię w trzeciej rundzie.
30 grudnia 2017 na ostatniej gali w roku UFC 219 ponownie stanęła do walki o mistrzostwo wagi piórkowej, tym razem z Brazylijką Cristiane Justino, która zdobyła zwakowany wcześniej przez de Randamie pas. Holm przegrała pojedynek jednogłośnie na punkty.
W walce wieczoru gali UFC on ESPN: Holm vs. Bueno Silva, która odbyła się 15 lipca 2023 została poddana duszeniem gilotynowym w stójce przez Mayrę Bueno Silvę. Werdykt tego pojedynku został zmieniony na no contest, po tym jak wykryto w organizmie Brazylijki tzw. Ritalin, lekarstwo na swoją dolegliwość – ADHD.
Podczas jubileuszowej gali UFC 300, która obędyła się 13 kwietnia 2024 stoczył walkę z Kaylą Harrison. Holm w drugiej rundzie została poddana duszeniem zza pleców.
W styczniu 2025 roku, rozstała się z UFC, pomimo że miała jeszcze dwie walki w kontrakcie z największą amerykańską organizacją, postanowiła opuścić jej szeregi na własną prośbę.

## Osiągnięcia
Osiągnięcia
Boks
- International Boxing Association
  - 2004: mistrzyni IBA Female w wadze lekkopółśredniej
  - 2007: mistrzyni IBA Female w wadze półśredniej
- World Boxing Association
  - 2006: mistrzyni WBA Female w wadze półśredniej
- International Female Boxers Association
  - 2006: mistrzyni IFBA w wadze lekkośredniej
  - 2007: mistrzyni IFBA w wadze półśredniej
- World Boxing Council
  - 2006: mistrzyni WBC Female w wadze półśredniej
  - 2009: mistrzyni NABF Female w wadze lekkopółśredniej
- Global Boxing Union
  - 2007: mistrzyni GBU w wadze półśredniej
- Women's International Boxing Association
  - 2007: mistrzyni WIBA w wadze półśredniej
  - 2010: mistrzyni WIBA w wadze lekkopółśredniej
- Women Boxing Archive Network
  - 2008: mistrzyni WBAN w wadze junior lekkośredniej
  - 2010: mistrzyni WBAN w wadze junior lekkopółśredniej
  - 2012: mistrzyni WBAN w wadze półśredniej
- World Boxing Federation
  - 2012: mistrzyni WBF Female w wadze półśredniej
  - 2012: mistrzyni WBF Female w wadze lekkopółśredniej

Kick-boxing
- International Kickboxing Federation
  - 2001: amatorska mistrzyni IKF/Ringside USA w wadze półśredniej

Mieszane sztuki walki
- Legacy Fighting Championships
  - 2013: mistrzyni Legacy FC w wadze koguciej
- Ultimate Fighting Championship
  - 2015–2016: mistrzyni UFC w wadze koguciej